# Mordechai Oren

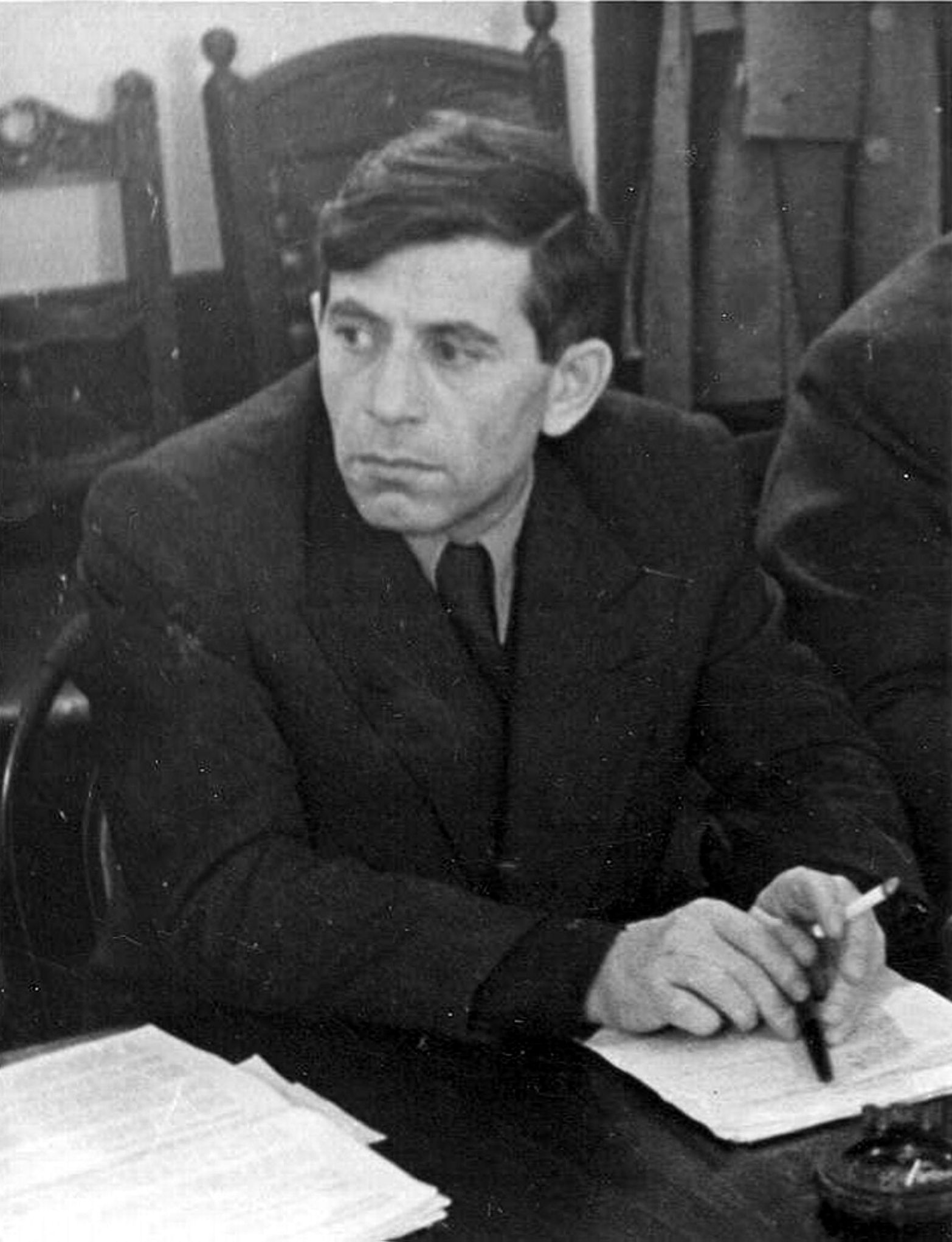
Mordechai Oren (1950)

Mordechai Oren (auch: Mordekhai Ornstein und Mordechai Orenstein; geboren 16. März 1905 in Podhajce, Galizien; gestorben 27. Februar 1985 in ʿAfula) war ein israelischer Politiker der Mapam und Journalist. Er war ein führender Vertreter der sozialistisch-zionistischen Bewegung HaSchomer haZaʿir und der Kibbuzbewegung Kibbutz Artzi. Im Zusammenhang mit dem Slánský-Prozess in der Tschechoslowakei war er von 1951 bis 1956 wegen angeblicher Spionage inhaftiert.

## Leben
Der Sohn von Mosche Ornstein und Klara Gang wuchs in Galizien auf, wo er sich der sozialistisch-zionistischen Jugendbewegung HaSchomer haZaʿir anschloss. Er emigrierte 1929 nach Palästina, wo er sich als Landarbeiter im Kibbuz Mizra ansiedelte. Mit seiner Frau Rega Larga Varshaviak (1907–1992) hatte er die Kinder Pouʿah Gonen und Moshe Oren (Journalist). Als Schaliach (Vertreter) von HaSchomer haZaʿir reiste er im März 1934 nach Berlin, was der Organisation in Deutschland Auftrieb gab.
1944 wählten ihn die Stimmberechtigten des Jischuv zum Repräsentanten der HaSchomer haZaʿir nahestehenden, radikal linken Kibbuzbewegung Kibbutz Artzi in die vierte jüdische Repräsentantenversammlung der Mandatszeit. Oren gehörte 1948 zu den Gründern der linkssozialistischen Partei Mapam, die für eine außenpolitische Orientierung Israels an der Sowjetunion eintrat. Im selben Jahr wurde er Mitglied im Jüdischen Weltkongress (WJC). Als Journalist arbeitete Oren für die linke Zeitung Al haMischmar, die HaSchomer haZaʿir und Mapam nahestand, 1950 wurde er einer der beiden Herausgeber der Zeitung.
Als Repräsentant von Mapam nahm er im November 1951 an der Konferenz des Weltgewerkschaftsbunds in Ost-Berlin teil. Als er anschließend nach Prag reiste, wurde er ebenso wie sein Cousin, der israelische Handelsattaché Schimʿon Orenstein, als angeblicher Spion verhaftet. Sie mussten im Slánský-Prozess aussagen, einem stalinistischen Schauprozess gegen 14 tschechoslowakische Kommunisten, von denen die meisten Juden waren. Oren selbst wurde 1953 wegen Spionage zu 15 Jahren Haft verurteilt. Im Zuge der Entstalinisierung wurde er im Mai 1956 begnadigt und konnte nach Israel zurückkehren. Seine erzwungenen Geständnisse widerrief er. Die tschechoslowakische Regierung rehabilitierte ihn schließlich 1963, ebenso wie Slánský. Die antijüdischen Schauprozesse und die Verfolgung Orens in der Tschechoslowakei lösten eine Spaltung der Mapam und eine Abwendung der Partei von ihrer pro-sowjetischen Haltung aus.
Von 1960 bis 1964 war er Generalsekretär der World Union of Mapam. Ab 1960 fungierte er erneut als Herausgeber der Zeitung Al haMischmar. Bei einem Besuch in den USA 1974 traf Oren einen sowjetischen Diplomaten bei den Vereinten Nationen und bemühte sich um eine Wiederaufnahme der 1967 abgebrochenen diplomatischen Beziehungen zwischen Israel und der Sowjetunion. Bis zu seinem Tod lebte er im Kibbuz Mizra.

## Veröffentlichungen (Auswahl)
- Zur Problematik der Kibuzbewegung in Erez Jisrael. Berlin 1934
- Zum Friedensabkommen mit den Revisionisten. Berlin 1935
- Jews, Arabs and British in Palestine. A Left Socialist View. London 1936
- A Political Prisoner in Prague. 1958.